# Antunovac (miasto Lipik)
Antunovac – wieś w Chorwacji, w żupanii pożedzko-slawońskiej, w mieście Lipik. W 2011 roku liczyła 363 mieszkańców.